# بيت بن شائف (حالمين)

تعديل مصدري - تعديل

بيت بن شائف هي إحدى قرى عزلة حبيل الريدة بمديرية حالمين التابعة لمحافظة لحج، بلغ تعداد سكانها 26 نسمة حسب تعداد اليمن لعام 2004.